# Čenkovo
Čenkovo – wieś w Chorwacji, w żupanii osijecko-barańskiej, w gminie Levanjska Varoš. W 2011 roku pozostawała niezamieszkana.